# Файджес, Ева
Ева Файджес (англ. Eva Figes, 15 апреля 1932 — 28 августа 2012) — английская писательница, литературный критик, переводчик, автор исследований в области феминизма, а также мемуаров, описывающих заключение её отца в концлагере в Дахау, её детство в Берлине и последующий опыт еврейской беженки из фашистской Германии. Ева Файджес выступала против традиционного реализма в литературе и изобретала новые литературные формы в собственных произведениях.

## Биография
С родителями и младшим братом переехала в Великобританию в 1939 году. Ева с отличием окончила Колледж королевы Марии в 1953 году и последовательно работала в нескольких издательствах до 1967 года, когда она сосредоточилась на писательской деятельности. В последние годы своей жизни Файджес проживала в Лондоне. Её дети — сын Орландо Файджес (известный ученый, автор работ по истории России) и дочь Кейт Файджес, писатель.
В 1960-х годах её ассоциировали с неформальным объединением, находившимся под влиянием Райнера Хэппенсталля британских писателей-новаторов, в которое входили также Стефан Темерсон, Энн Куин и неформальный лидер объединения Брайан Стэнли Джонсон.
Роман «Свет» (Light), написанный в 1983 году, является портретом одного дня в жизни Клода Моне — от рассвета до заката — описанным в духе импрессионизма.

## Избранная библиография

### Художественная литература
- Equinox («Равноденствие») (1966)
- Winter Journey («Зимнее путешествие»)(1967)
- B (1972)
- Konek Landing (1972)
- Days («Дни») (1974)
- Nelly’s Version (1977)
- Waking (1981)
- Light («Свет») (1983)
- The Seven Ages: A Novel (1986)
- Ghosts (1988)
- The Tenancy (1993)
- The Knot (1996)
- The Tree of Knowledge (1998)
- Nelly’s Version (2002)

### Критика
- Patriarchal Attitudes: Women in Society («Патриархальное положение: женщины в обществе») (1970)
- Tragedy and Social Evolution («Трагедия и эволюция общества») (1982)
- Sex and Subterfuge: Women Writers to 1850 («Пол и ухищрения: женщины-писатели до 1850 года») (1982)
- Women’s Letters in Wartime, 1450—1945 («Письма женщин в военное время, 1450—1495») (1993)

### Мемуары
- Little Eden: A Child in Wartime («Маленький Эдем: ребёнок во время войны») (1978)
- Tales of Innocence and Experience: An Exploration («Рассказы о невинности и опыте: исследование») (2004)
- Journey to Nowhere («Путешествие в никуда») (2008)

Произведения писательницы не переводились на русский язык.